# Premio Mario Rigoni Stern
Il Premio Mario Rigoni Stern per la letteratura multilingue delle Alpi, più semplicemente Premio Mario Rigoni Stern, è stato un premio letterario che veniva assegnato annualmente dal 2011 ad opere di narrativa e di saggistica edite nei due anni precedenti all'assegnazione, e che avessero per tematica il paesaggio alpino, le attività produttive tradizionali, il contesto socioculturale delle comunità alpine, la caccia, la guerra in montagna e il patrimonio narratologico dell'arco alpino. L'assegnazione del premio è stata interrotta nel 2023 per volontà della famiglia dello scrittore.

## Il premio
Il premio veniva bandito annualmente da un apposito comitato formato dalla famiglia Rigoni Stern, dall'associazione Ars Venandi (che ne cura l'organizzazione) e dalle istituzioni che appoggiano il premio (Provincia autonoma di Trento, Regione Veneto e comuni di Riva del Garda e Asiago): negli anni dispari venivano premiate opere di saggistica, e la cerimonia di consegna si teneva ad Asiago; negli anni pari venivano premiate le opere di narrativa, e la cerimonia di consegna si teneva a Riva del Garda.
Veniva assegnato ad un solo libro da una giuria composta da cinque personalità e un coordinatore, indicati dal comitato. Il vincitore si aggiudicava un premio in denaro da 10 000 euro.
Caratteristica del premio era di essere aperto ad opere redatte in una qualsiasi delle lingue parlate nell'arco alpino.
Dal 2017 al premio letterario si era affiancato il premio I Guardiani dell'Arca, riservato a persone che si fossero distinte per aver tutelato il paesaggio e il territorio, in particolare in ambiente di montagna. A partire dalla seconda edizione, il premio era stato dedicato alla memoria di Osvaldo Dongilli, tra gli ideatori del premio Mario Rigoni Stern, scomparso nel 2017.
Nel maggio 2023, con poche righe apparse sul sito ufficiale, si comunicava l'interruzione dell'attribuzione del Premio per volontà della famiglia dello scrittore che intendeva individuare e promuovere altre modalità per ricordare la figura di Mario Rigoni Stern e valorizzarne il lascito ideale.

## Vincitori
| Anno | Categoria  | Autore                            | Titolo                                                                          | Lingua originale | Giuria |
| ---- | ---------- | --------------------------------- | ------------------------------------------------------------------------------- | ---------------- | --- |
| 2011 | Saggistica | Alexis Bétemps                    | La vita negli alpeggi valdostani nella prima metà del Novecento                 | francese         | Innocenzo Cipolletta, Ilvo Diamanti, Mario Isnenghi, Giovanni Kezich, Jon Mathieu, Gianni Rigoni Stern            |
| 2012 | Narrativa  | Alojz Rebula                      | Notturno sull'Isonzo                                                            | sloveno          | Eraldo Affinati, Marie Hélène Angelini, Fernando Bandini, Margherita Detomas, Paolo Rumiz, Graziano Riccadonna    |
| 2013 | Saggistica | Dionigi Albera                    | Au fil des générations                                                          | francese         | Innocenzo Cipolletta, Ilvo Diamanti, Mario Isnenghi, Giovanni Kezich, Jon Mathieu, Gianbattista Rigoni Stern      |
| 2014 | Narrativa  | Mauro Corona                      | La voce degli uomini freddi                                                     | italiano         | Eraldo Affinati, Marie Hélène Angelini, Margherita Detomas, Paola Maria Filippi, Paolo Rumiz, Graziano Riccadonna |
| 2015 | Saggistica | Antonio De Rossi                  | La Costruzione delle Alpi, immagini e scenari del pittoresco alpino (1773-1914) | italiano         | Ilvo Diamanti, Paola Maria Filippi, Mario Isnenghi, Daniele Jalla, Paolo Rumiz, Margherita Detomas                |
| 2016 | Narrativa  | Antonio Ballerini                 | Cristalli di memoria                                                            | italiano         | Ilvo Diamanti, Paola Maria Filippi, Mario Isnenghi, Daniele Jalla, Paolo Rumiz, Margherita Detomas                |
| 2017 | Saggistica | Diego Leoni                       | La guerra verticale                                                             | italiano         | Ilvo Diamanti, Paola Maria Filippi, Mario Isnenghi, Daniele Jalla, Paolo Rumiz, Margherita Detomas                |
| 2017 | Saggistica | Matteo Melchiorre                 | La via di Schenèr                                                               | italiano         | Ilvo Diamanti, Paola Maria Filippi, Mario Isnenghi, Daniele Jalla, Paolo Rumiz, Margherita Detomas                |
| 2018 | Narrativa  | Marco Paolini e Gianfranco Bettin | Le avventure di Numero Primo                                                    | italiano         | Ilvo Diamanti, Paola Maria Filippi, Mario Isnenghi, Daniele Jalla, Paolo Rumiz, Margherita Detomas                |
| 2019 | Narrativa  | Marco Balzano                     | Resto qui                                                                       | italiano         | Ilvo Diamanti, Paola Maria Filippi, Mario Isnenghi, Daniele Jalla, Marco Albino Ferrari                           |
| 2020 | Narrativa  | Silvia Giorcelli Bersani          | L'impero in quota                                                               | italiano         | Ilvo Diamanti, Paola Maria Filippi, Mario Isnenghi, Daniele Jalla, Marco Albino Ferrari                           |
| 2021 | Narrativa  | Irene Borgna                      | Cieli neri                                                                      | italiano         | Luca Mercalli, Sara Luchetta, Giuseppe Mendicino, Annibale Salsa                                                  |
| 2022 | Narrativa  | Paolo Malaguti                    | Il Moro della cima                                                              | italiano         | Luca Mercalli, Sara Luchetta, Giuseppe Mendicino, Annibale Salsa, Niccolò Scaffai                                 |

### Premio I Guardiani dell'Arca - Osvaldo Dongilli
| Anno | Vincitore                         |
| ---- | --------------------------------- |
| 2017 | Marco Scolastici                  |
| 2018 | Ulysse Borgeat                    |
| 2019 | Mandra Schennach                  |
| 2019 | Gianluigi Rocca                   |
| 2020 | Mario Brunello                    |
| 2021 | Pietro Piussi                     |
| 2022 | Apis (consegnato a Paolo Fontana) |